# Acoustic Jungle
『Acoustic Jungle』（アコースティック・ジャングル）は、田村直美のセルフカバー・アルバム。

## 概要
田村がPEARL名義を含めてアコースティックにセルフカバーをした。サウンドプロデュースはRIDER CHIPSの野村義男が担当した。

## 批評
CDジャーナルは「積み重ねてきた人生で堆積させてきたものがボーカリストとしてのいまの彼女に深みを与えている」と評した。

## 収録曲
1. 真夏の雨
作詞：田村直美　作曲：田村直美・石川寛門　編曲：野村義男
2. 宙〜そら〜
作詞：田村直美　作曲：田村直美・角田崇徳　編曲：野村義男
3. SILVER SPOON
作詞・作曲：田村直美　編曲：野村義男
4. 哀しいほどのBlue Sky
作詞・作曲：田村直美　編曲：野村義男
5. 自由の橋
作詞：田村直美　作曲：田村直美・石川寛門　編曲：松尾早人
6. 永遠の一秒
作詞：田村直美　作曲：田村直美・石川寛門　編曲：野村義男
7. Crying Bird
作詞・作曲：田村直美　編曲：野村義男
8. All You Need Is Love
作詞：田村直美　作曲：田村直美・Joey Carbone　編曲：野村義男
9. Half Moonに照らされて
作詞・作曲：田村直美　編曲：野村義男
10. Everybody fun Everybody fly
作詞：田村直美　作曲：田村直美・Joey Carbone　編曲：野村義男
11. 限りある根性
作詞：田村直美　作曲：田村直美・石川寛門　編曲：野村義男
12. 明日はわたしに風が吹く
作詞：田村直美・野村義男　作曲・編曲：野村義男